# Svenska Turistföreningen
Svenska Turistföreningen (abrégé en STF) est une association suédoise de promotion touristique du pays. Elle gère notamment les auberges de jeunesse et des sentiers de randonnée comme Kungsleden.
Créée en 1885, elle comptait en 2007 environ 300 000 membres. Elle a son siège dans la Maison de l'Amirauté, à Stockholm.